# Florensac

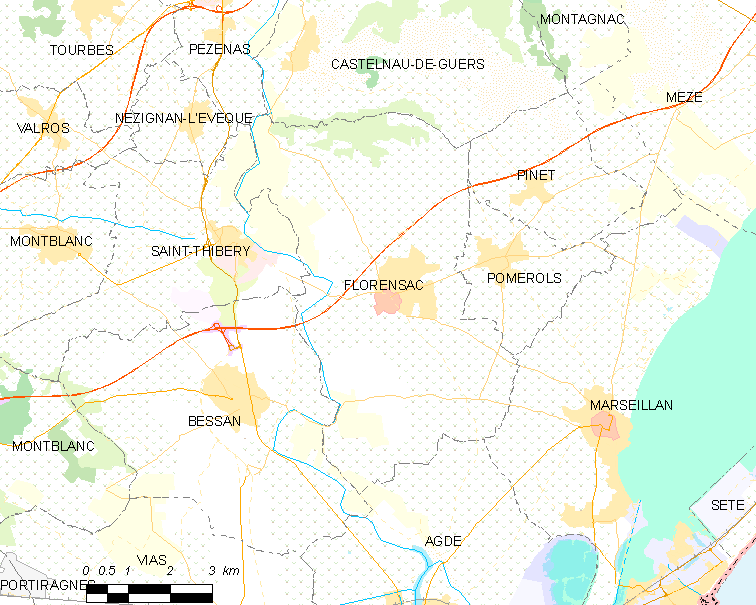
Mapa

 Florensac  (en idioma occitano Florençac o Floreçac) es una población y comuna francesa, situada en la región de Occitania, departamento de Hérault, en el distrito de Béziers y cantón de Pézenas.

## Demografía
| 2844 | 2785 | 2917 | 3064 | 3583 | 3859 | 4960 |
| Para los censos de 1962 a 1999 la población legal corresponde a la población sin duplicidades (Fuente: INSEE [Consultar]) |      |      |      |      |      |      |